# Huseník chudokvětý
Huseník chudokvětý (Arabis pauciflora) je řídce vyskytující se rostlina, druh rodu huseník. Tento v české přírodě ohrožený druh absolvoval několik mezirodových přesunů a někdy je nazýván Fourraea alpina a jindy Turritis brassica.

## Rozšíření
Druh je nejvíce rozšířen na jihu Střední Evropy. Mozaikovitě dále vyrůstá v oblastech okolo Pyrenejí, Východních Alp, Západních Karpat nebo v centru Apeninského poloostrova. V České republice, která tvoří severní hranici jeho výskytu, se huseník chudokvětý vyskytuje především v termofytiku a na teplejších místech mezofytika.
Roste např. v Českém středohoří, Doupovských horách a Českém a Moravském krasu. Lze jej spatřit ve světlých listnatých lesích, na jejích okrajích nebo mýtinách a to na místech s vysýchavou, hrubozrnnou, humózní a na živiny bohatou půdou s bazickým podložím.

## Popis
Rostlina je dvouletá nebo méně často krátce vytrvalá a mívá jen jednou lodyhu vysokou 45 až 80 cm. Nerozvětvená, světle zelená a ojíněná lodyha je oblá, dutá a není porostlá chlupy. Vyrůstá z přízemní růžice tuhých listů (1,5 až 5,5 cm dlouhých a 1,5 až 3 cm širokých) které mají čepele vejčité až okrouhlé, na bázi zúžené do řapíku a na vrcholu tupě špičaté až zaoblené. Lysé listy růžice bývají po obvodě plytce zubaté až celokrajné, na rubu nafialovělé a po odkvětu zasychají. Úzké přisedlé lodyžní listy (4 až 11 cm dlouhé a 1,5 až 2,5 cm široké) jsou tvaru kopinatého až vejčitého, bázi mají srdčitou a na vrcholu jsou zahrocené. Jejich lysé čepele jsou celokrajné, sivozelené a ojíněné.
Květenstvím je malokvětý hrozen tvořený jen 5 až 25 čtyřčetnými květy se stopkami. Vzpřímené kališní lístky, asi 4 mm dlouhé, jsou u báze nažloutlé a jinak sytě zelené. Bílé korunní lístky (velké 5 až 9,5 × 1 až 2,5 mm) mají vrchol uťatý nebo mírně vykrojený. Huseník chudokvětý kvete obvykle v květnu a červnu, někdy dokvétá i v červenci. Ploidie druhu je 2n = 14.
Na dlouhých šikmých nebo přímých stopkách vyrůstají 4 až 8 cm dlouhé a jen 0,2 cm široké dvoudílné šešule. Rovné a lysé šešule mají na konci 0,5 mm dlouhou čnělku a jejích chlopně uprostřed výraznou žilkou. V jedné řadě uložená hnědá, silně zploštělá semena jsou podlouhlá a bývají průměrně velká 2 × 1 mm.

## Ohrožení
Huseník chudokvětý byl v "Červeném seznamu cévnatých rostlin České republiky" v roce 2012 zařazen do kategorie ohrožený druh (C3); zákonem chráněn není.